# 1728
| [ Edytuj tabelę ]              | |
| Król Polski                    | - 1709 August II Mocny 1733 |
| Król Afganistanu               | - 1725 Aszraf Chan 1729 |
| Współksiążęta Andory           | - 1714 Simeó de Guinda y Apéztegui 1737 - 1715 Ludwik XV 1774 |
| Elektor Bawarii                | - 1726 Karol Albert 1745 |
| Sułtan Brunei                  | - 1705 Hussin Kamaluddin 1730 |
| Cesarz Chin                    | - 1722 Yongzheng 1735 |
| Król Czech                     | - 1711 Karol VI Habsburg 1740 |
| Król Danii                     | - 1699 Fryderyk IV 1730 |
| Dalajlama                      | - 1708 Kelzang Gjaco 1757 |
| Cesarz Etiopii                 | - 1721 Bekaffa 1730 |
| Król Francji                   | - 1715 Ludwik XV 1774 |
| Król Hiszpanii                 | - 1724 Filip V 1746 |
| Landgraf Hesji-Kassel          | - 1670 Karol I Heski 1730 |
| Stadhouder Holandii            | - 1702 drugi okres bez stadhoudera 1747 |
| Szach Iranu                    | - 1725 Aszraf Chan 1729 |
| Państwo Wielkich Mogołów       | - 1720 Mohammed Szah 1748 |
| Król Irlandii                  | - 1727 Jerzy II Hanowerski 1760 |
| Cesarz Japonii                 | - 1709 Nakamikado 1735 |
| Kalif                          | - 1703 Ahmed III 1736 |
| Patriarcha Konstantynopola     | - 1726 Paisjusz II 1732 |
| Władca Korei                   | - 1724 Yŏngjo 1776 |
| Książę Liechtensteinu          | - 1721 Józef Jan 1732 |
| Sułtan Maroka                  | - 1727 Abu al-Abbas Ahmad II 1728 - 1728 Abd al-Malik 1728 - 1728 Abu al-Abbas Ahmad II 1729                                                                           |
| Książę Monako                  | - 1701 Antoni I 1731 |
| Król Nawarry                   | - 1710 Ludwik XV 1774 |
| Król Norwegii                  | - 1699 Fryderyk IV 1730 |
| Sułtan Omanu                   | - 1724 Muhammad ibn Nasir 1728 - 1728 Sajf II ibn Sultan 1743 |
| Elektor Palatynatu             | - 1716 Karol III Filip 1742 |
| Papież                         | - 1724 Benedykt XIII 1730 |
| Książę Parmy i Piacenzy        | - 1727 Antoni 1731 |
| Król Portugalii                | - 1706 Jan V 1750 |
| Król w Prusach                 | - 1713 Fryderyk Wilhelm I 1740 |
| Car Rosji                      | - 1727 Piotr II 1730 |
| Cesarz Rzymski (niemiecki)     | - 1711 Karol VI Habsburg 1740 |
| Kapitanowie Regenci San Marino | - 1727 Gentile Maria Maggio Giovanni Martelli 1728 - 1728 Francesco Maria Belluzzi Biagio Antonio Martelli 1728 - 1728 Marino Enea Bonelli Bernardino Capicchioni 1729 |
| Elektor Saksonii               | - 1694 Fryderyk August I (król Polski) 1733 |
| Król Sardynii                  | - 1720 Wiktor Amadeusz II 1730 |
| Król Szwecji                   | - 1720 Fryderyk I Heski 1751 |
| Król Tajlandii                 | - 1709 Tai Sa 1733 |
| Sułtan Turków                  | - 1703 Ahmed III 1730 |
| Doża Wenecji                   | - 1722 Sebastiano Mocenigo 1732 |
| Król Węgier                    | - 1711 Karol III 1740 |
| Monarcha Wielkiej Brytanii     | - 1727 Jerzy II 1760 |
| Premier Wielkiej Brytanii      | - 1721 Robert Walpole 1742 |

Rok 1728 / MDCCXXVIII
stulecia: XVII wiek ~
XVIII wiek ~
XIX wiek

lata: 1718 «
1723 «
1724 «
1725 «
1726 «
1727 «
1728
» 1729
» 1730
» 1731
» 1732
» 1733
» 1738

## Wydarzenia w Polsce
- 18 czerwca – do Warszawy zwołano sejm
- Łukasz Krosnowski został stolnikiem buskim

## Wydarzenia na świecie
- 19 stycznia – w Rzymie odbyła się premiera opery Katon w Utyce z muzyką Leonarda Vinci i librettem Pietra Metastasia.
- 10 sierpnia – Vitus Bering odkrył Wyspę Świętego Wawrzyńca.
- 16 sierpnia – Vitus Bering odkrył Wyspy Diomedesa w Cieśninie Beringa.
- 20 października – największy pożar Kopenhagi.
- W Londynie ukazała się angielska encyklopedia – Cyclopaedia.

## Urodzili się
- 14 stycznia – Seweryn Girault, francuski tercjarz franciszkański, męczennik, błogosławiony katolicki (zm. 1792)
- 13 lutego – Ambroży Augustyn Chevreux, francuski benedyktyn, męczennik, błogosławiony katolicki (zm. 1792)
- 15 lutego – Klaudiusz Colin, francuski duchowny katolicki, męczennik, błogosławiony (zm. 1792)
- 21 lutego – Piotr III, cesarz Rosji (zm. 1762)
- 12 marca – Anton Raphael Mengs, niemiecki malarz i teoretyk sztuki, prekursor neoklasycyzmu (zm. 1779)
- 12 czerwca – Maria Natalia od św. Ludwika Vanot, francuska urszulanka, męczennica, błogosławiona katolicka (zm. 1794)
- 22 czerwca - Anna Jabłonowska, polska księżna, wojewodzina bracławska, ekonomistka, kolekcjonerka, mecenas nauki i sztuki (zm. 1800)
- 26 sierpnia – Johann Heinrich Lambert, matematyk, filozof, fizyk i astronom szwajcarski pochodzenia francuskiego (zm. 1777)
- 7 października - Caesar Rodney, amerykański prawnik, polityk, gubernator Delaware (zm. 1784)
- 30 października – Marcin Poczobutt-Odlanicki, polski matematyk, astronom, poeta i jezuita (zm. 1810)
- 7 listopada – James Cook, angielski żeglarz, odkrywca (zm. 1779)
- 22 listopada – Karol Fryderyk, wielki książę Badenii (zm. 1811)
- 1 grudnia – Jędrzej Kitowicz, konfederat barski, ksiądz, historyk i pamiętnikarz polski (zm. 1804)

- data dzienna nieznana: 
  - Bernard Franciszek de Cucsac, francuski sulpicjanin, męczennik, błogosławiony katolicki (zm. 1792)
  - Johann Anton Krauss, niemiecki rzeźbiarz późnego baroku (zm. 1795)

## Zmarli
- 20 marca – Kamil Tallard, marszałek Francji (ur. 1652)
- 7 maja – Róża Venerini, założycielka Zgromadzenia Pobożnych Nauczycielek, święta katolicka (ur. 1656)
- 15 sierpnia – Marin Marais, francuski muzyk i kompozytor (ur. 1656)
- 31 sierpnia – Stanisław Chomętowski, hetman polny koronny (ur. 1673)
- 23 września – Christian Thomasius, niemiecki filozof (ur. 1655)
- 4 listopada – Stanisław Mateusz Rzewuski, hetman wielki koronny (ur. 1662)
- 21 listopada – Fiodor Apraksin, admirał rosyjski (ur. 1661)

## Święta ruchome
- Tłusty czwartek: 5 lutego
- Ostatki: 10 lutego
- Popielec: 11 lutego
- Niedziela Palmowa: 21 marca
- Wielki Czwartek: 25 marca
- Wielki Piątek: 26 marca
- Wielka Sobota: 27 marca
- Wielkanoc: 28 marca
- Poniedziałek Wielkanocny: 29 marca
- Wniebowstąpienie Pańskie: 6 maja
- Zesłanie Ducha Świętego: 16 maja
- Boże Ciało: 27 maja